# Thị sen
Cậy hay thị sen, thị bị, mận chà là (danh pháp hai phần: Diospyros lotus) là một loài thuộc chi Thị. Loài này có nguồn gốc ở vùng cận nhiệt đới Tây Nam Á và Đông Nam Âu. Được người Hy Lạp cổ đại biết đến như là "quả của Thượng đế" (tức Dios pyros), từ đây mà có tên khoa học của chi này. Cây cậy nhỏ, vỏ thân đen, cành non có lông. Lá mọc so le, lá hình bầu dục, gốc và đầu thuôn, mặt trên sẫm nhẵn, mặt dưới nhạt có lông. Hoa mọc ở kẽ lá, màu vàng, hoa đực và hoa cái riêng rẽ, hoa đực có 16 nhị dính nhau từng đôi, hoa cái có 8 nhị lép. Quả mọng tròn nhỏ, đường kính 1–2 cm, màu xanh lục khi còn non, chuyển màu vàng nâu khi chín và có màu đen tím khi khô. Quả cậy có vị ngọt, chát, mùi vị giống như cả mận và chà là (vì vậy còn có tên gọi là mận chà là, tên tiếng anh là Date plum).